# 궁서체
궁서체(宮書體) 또는 궁체(宮體)는 조선 중기 이후에 궁궐의 여성들이 한글을 더욱 빠르고 유연하게 쓰려고 사용한 한글 서체다. 선이 맑고 곧으며 단정하고 아담한 것이 특징이다.

## 종류

컴퓨터 글꼴 '궁서체'

이 서체는 한자의 해서체처럼 흘림서체와 반흘림체, 정자체가 있다. 현재 궁서체는 컴퓨터의 운영체제로 통해서 널리 유포되고 많이 사용한다. 궁서체는 사진식자기를 통해서 종류가 많이 증가하면서, 굵은 궁서체, 붓체, 해서체로 나뉘었다.
또 서예에서도 판본체와 함께 동등한 위치에 있다.

## 역사
이 서체는 내명부 여성들이 배웠으며, 《인현왕후전》,《서궁일기》, 《한중록》도 궁서체로 썼다. 20세기에 들어 여성들뿐만 아니라 남자 서예가들도 글씨를 활용하며, 이 가운데 김충현 선생이 전문가로 유명하다.

## 기타

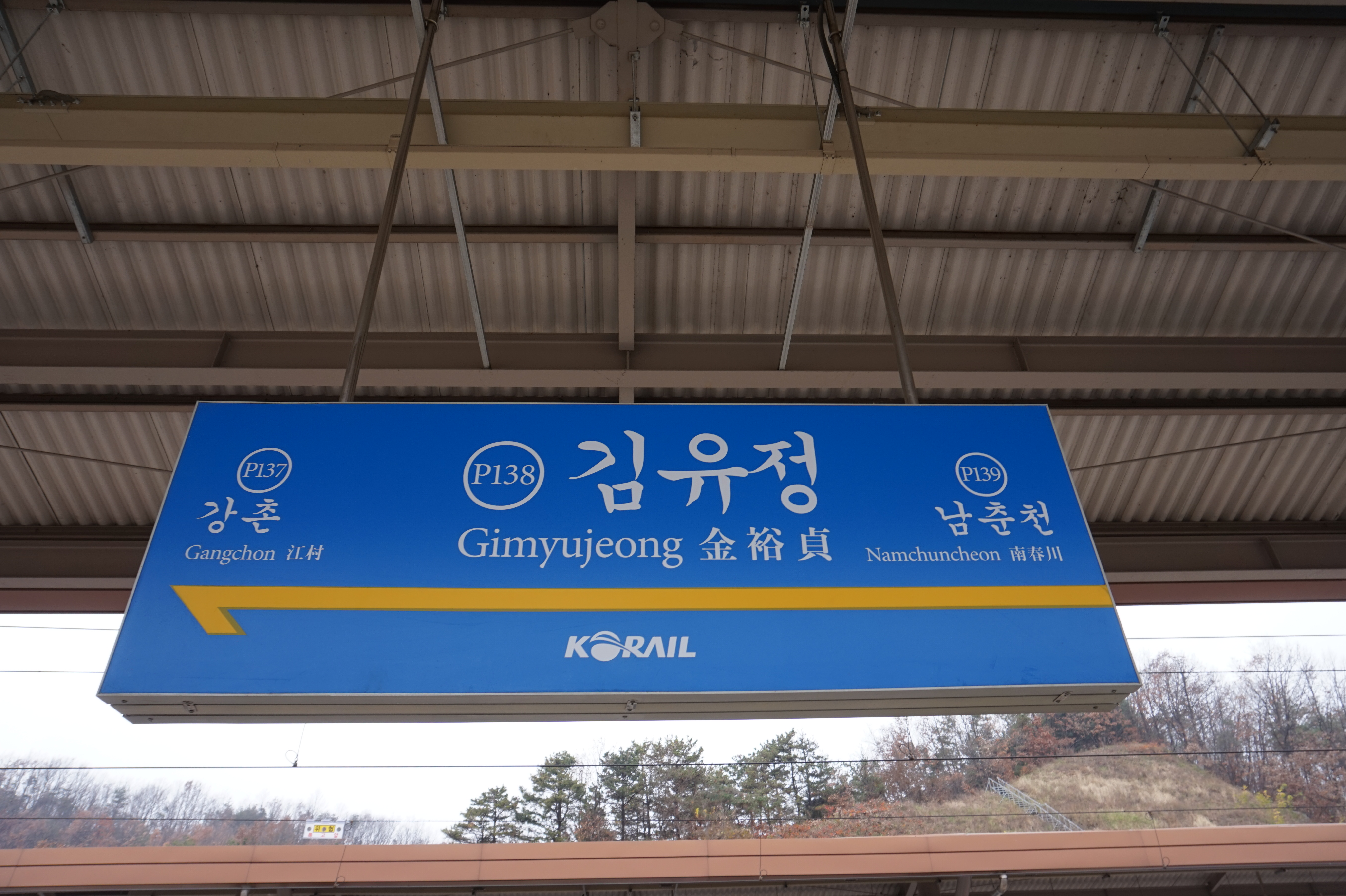
김유정역 역명판

현재 역명판에 궁서체가 쓰인 곳은 김유정역과 홍성역, 전주역, 구례구역이 있다.